# 新农村镇
新农村镇，是中华人民共和国辽宁省沈阳市新民市下辖的一个乡镇级行政单位。

## 行政区划
新农村镇下辖以下地区：
新农村、靠山屯村、下坎子村、马圈子村、照星台村、黄家岭村、孙家屯村和高荒地村。

## 特产
新农寒富苹果：中国地理标志产品。